# 81
| [ Edytuj tabelę ] |                                           |
| Cesarz Chin       | - 75 Han Zhangdi 88                       |
| Władca Korei      | - 53 T’aejodae 146                        |
| Król Nabatei      | - 70 Rabel II Soter 106                   |
| Papież            | - 79 Anaklet 91                           |
| Król Partów       | - 78 Pakorus II 105 - 79 Artabanus III 81 |
| Cesarz Rzymu      | - 79 Tytus Flawiusz 81 - 81 Domicjan 96   |

Rok 81 / LXXXI
stulecia: I wiek p.n.e. ~
I wiek ~
II wiek

lata: 71 «
76 «
77 «
78 «
79 «
80 «
81
» 82
» 83
» 84
» 85
» 86
» 91

## Wydarzenia
- 14 września – Domicjan został cesarzem rzymskim.
- Postawienie Łuku Tytusa.
- Zakończenie budowy Amfiteatru Flawiuszów - Koloseum.

## Zmarli
- 13 września - Tytus Flawiusz, cesarz rzymski (ur. 39).